# Lake Eildon
Der Lake Eildon ist ein Stausee im Süden des australischen Bundesstaates Victoria. Er entstand durch das Aufstauen des Goulburn River am Eildon-Wehr. Bei Erreichen des Stauziels hat er ein Volumen von 3,334158 Mrd. m³ und enthält damit sechsmal so viel Wasser wie der Hafen von Sydney. Nach der Dartmouth-Talsperre ist er der zweitgrößte Stausee Victorias. Er liegt bei der Stadt Eildon im Lake-Eildon-Nationalpark.

## Bau
Der See wurde in verschiedenen Bauabschnitten angestaut. Der erste Damm wurde von 1915 bis 1929 gebaut und staute den damals Sugarloaf Reservoir genannten Stausee an. 1935 wurde das Volumen des Sees auf 337 Mio. m³ vergrößert und dann zwischen 1951 und 1955 fast auf das Zehnfache. Die maximale Tiefe beträgt 79 m. Im Durchschnitt werden 91 % des Wassers vom Lake Eildon zum Goulburn-Wehr und ins Waranga Basin geleitet, wo es zur Bewässerung landwirtschaftlicher Flächen im Tal des Goulburn River genutzt wird.

## Dürre
In den letzten Jahren füllte sich der Lake Eildon kaum, sodass die einst blühenden Fremdenverkehrsorte um den Stausee keine Besucher mehr anlocken konnten. Dies führte zu massiven wirtschaftlichen Schwierigkeiten. Obwohl viel Wasser für die Bewässerung benötigt wurde, wurde der Abfluss durch sorgsame Regulierung relativ konstant gehalten. Am 8. Mai 2007 fiel der Wasserpegel auf den bis dahin niedrigsten Stand, sodass der Stausee nur noch 5,3 % seines Nennvolumens enthielt.
Im Juni 2007 kündigte die Regierung von Victoria an, dass der Lake Eildon durch eine Pipeline vom Goulburn River mit der Trinkwasserversorgung von Melbourne verbunden werden sollte.
In der Kleinstadt Boonie Doon westlich des Stausees wurden die Ferienszenen des australischen Films The Castle gedreht.

## Erholung 2010 / 2011
Nach vielen Jahren mit unterdurchschnittlichen Regenfällen füllten 2010 überdurchschnittlich starke Regenfälle den Lake Eildon auf. Im Mai 2010 erreichte er 23 % seines Nennvolumens und im März 2011 sogar 82,5 %.

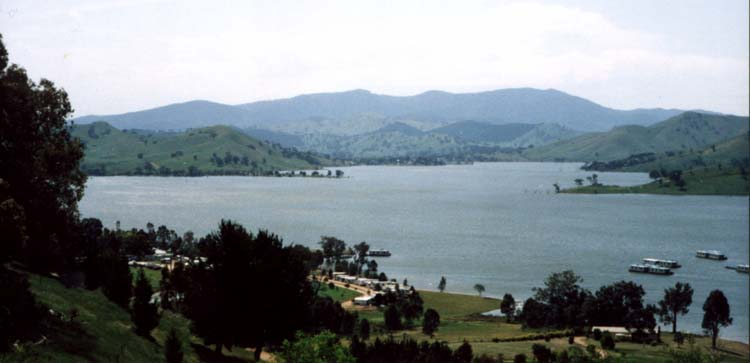
Lake Eildon von Peppin Point aus (November 2010)